# Муктада ас-Садр
Мукта́да ас-Садр (араб. سيد مقتدى الصدر,) — один з духовних лідерів мусульман-шиїтів Іраку. З 2003 року керує радикальним релігійно-політичним рухом «Джамаат ас-Садр аль-Тані» і його воєнізованим крилом «Армія Махді».

## Біографічні відомості
Муктада ас-Садр народився 4 серпня 1974 в Іраку в знатній шиїтській сім'ї. З 1999 по 2003 рік перебував в ув'язненні. Після падіння режиму Саддама Хусейна, в квітні 2003 року, створив релігійно-політичний рух «Джамаат ас-Садр аль-Тані» і включився в боротьбу з іншими родовими кланами за контроль над однією з головних шиїтських святинь — гробницею імама Алі в Ен-Наджафі. У липні того ж року була утворена «Армія Махді», воєнізована організація садристів, яка взяла під контроль багато населених пунктів — Ен-Наджаф, північно-східний район Багдада Садр-сіті, раніше відомий як Саддам-сіті, і деякі інші міста.
28 березня 2004 за розпорядженням Тимчасової коаліційної адміністрації була закрита газета Al-Hawza, що належала ас-Садру. Через кілька днів був заарештований один з помічників ас-Садра, а йому самому пред'явили звинувачення у вбивстві Абдул Маджид аль-Хоеї (Abdul-Majid al-Khoei), проамериканськи налаштованого політика та колишнього емігранта, який загинув 10 квітня 2003 року. У відповідь на це на півдні Іраку почалися заворушення, які переросли у на початку квітня в потужне збройне повстання проти окупаційних військ. Кровопролитні бої в Багдаді, Ен-Наджафі, Ен-Насірії, Ель-Куфі, Ель-Амарі і Басрі тривали два місяці, і 27 травня було оголошено про припинення вогню обома сторонами. Перемир'я закінчилося 5 серпня закликом ас-Садра до джихаду. Як і весною, головною ареною шиїтського заколоту стали Ен-Наджаф, де бойовики, що сховалися в мавзолеї Алі і на прилеглому до нього старому кладовищі, протягом трьох тижнів витримували натиск супротивника, і Садр-сіті погодився на часткове роззброєння тільки 9 жовтня.
У 2005 році ас-Садр, не беручи участь у роботі виборних органів влади зберігав вплив на найбідніші верстви шиїтів і неодноразово виступав з критикою і звинуваченнями на адресу як американців, так і іракського тимчасового уряду. Восени блок садристів після довгих переговорів увійшов в «Об'єднаний іракський альянс» (ОІА; United Iraqi Alliance, UIA), і після перемоги ОІА на виборах 15 грудня радикали отримали понад тридцять місць в парламенті. У лютому 2006 року ас-Садр, використовуючи особисті контакти з представниками різних угруповань, домігся висунення чинного прем'єр-міністра Ібрагіма аль-Джаафарі (Ibrahim al-Jaafari), лояльного до «Армії Махді», на ту ж посаду в новому постійному кабінеті. Однак це рішення шиїтської більшості викликало різку реакцію США і було заблоковане сунітськими та курдськими фракціями. 22 квітня ОІА представив іншу, компромісну кандидатуру — Джавада аль-Малікі (Jawad al-Maliki), яка і отримала схвалення. 20 травня був оголошений склад нового уряду. У нього серед інших увійшли і шість членів «Джамаат ас-Садр аль-Тані». 29 листопада за наказом свого лідера ці міністри, а також депутати-садристів тимчасово призупинили виконання своїх обов'язків на знак протесту проти зустрічі між аль-Малікі і Джорджем Бушем (бойкотування завершилося 21 січня 2007). Політичні баталії супроводжувалися безперервними сутичками між бойовиками «Армії Махді» і міжнародними та іракськими силами правопорядку.
У перших числах січня 2007 року ім'я ас-Садра знову з'явилося в стрічках новин і на сторінках світової преси. Приводом до цього став відеозапис страти Саддама Хусейна, на якому чутні вигуки: «Муктада!» — і чутки про особисту участь вождя шиїтів у приведенні в дію смертного вироку колишньому диктатору. 19 січня ас-Садр дав інтерв'ю італійській газеті La Repubblica і зник на кілька місяців. Передбачалося, що в цей час він переховувався в сусідньому Ірані.
Навесні 2007 року об'єднані урядові і коаліційні сили провели операцію із зачистки міських нетрів від бандформувань, в основному від загонів «Армії Махді». 1 квітня ас-Садр розпорядився припинити опір і через тиждень організував мирну багатотисячну демонстрацію проти перебування в Іраку іноземних військ. 16 квітня його прибічники повторно покинули міністерські посади. 27 травня ас-Садр перервав своє усамітнення і з'явився на релігійних урочистостях в Ель-Куфі, але повернення вождя не сталося: він знову пішов у тінь і більше не показувався на публіці. Як повідомив пізніше один з його найближчих помічників, ас-Садр перебуває в Ен-Наджафі і готується до прийняття духовного сану. За відсутності лідера в «Армії Махді» намітилися ознаки розколу. 29 серпня ас-Садр оголосив про шестимісячне перемир'я (22 лютого 2008 року воно було продовжене) і реорганізації бойового крила садристів.
У кінці березня 2008 року іракський уряд в ультимативному порядку наказало бойовикам скласти зброю і спільно з американцями і англійцями приступив до спецоперації з ліквідації незаконних збройних з'єднань. Це було розцінено як одностороннє порушення перемир'я, і в більшості шиїтських міст розгорнулися вуличні бої, які не припинялися до середини травня. У серпні 2008 року ас-Садр закликав своїх прихильників до роззброєння, однак наголосив на необхідності збереження елітних бойових підрозділів, якщо США і союзники відмовляться залишати Ірак.
На місцевих виборах, що пройшли в Іраку в лютому 2009 року, прихильники ас-Садра зазнали поразки, набравши лише 9 % голосів, у той час коаліція очолювана аль-Малікі заручилася підтримкою 37 відсотків іракців.
На парламентських виборах в березні 2010 року ас-Садр виступив з Національним іракським альянсом (al-L'itilaf al-Watani al-Iraqi), в який також входила Верховна іракська ісламська рада. На виборах альянс зайняв третє місце, отримавши 70 місць у парламенті. «Аль-Іракія» (Іракський національний рух; al-Haraka al-Wataniya al-Iraqiyya), очолюваний колишнім прем'єр-міністром Айяд Аллауї (Iyad Allawi), і альянс чинного прем'єра аль-Малікі «Коаліція на підтримку держави закону» (Dawlat al -Qanun) отримали 91 і 89 місць відповідно, чого було недостатньо для обрання нового прем'єр-міністра. Дана розстановка зажадала від двох лідерів партій переговорів про коаліцію з «Національним іракським альянсом» для формування уряду. У серпні 2010 року прихильники ас-Садра заявили, що точно не будуть розглядати аль-Малікі як компромісну фігуру на посаді прем'єр-міністра країни. Проте в листопаді того ж року парламент все ж домовився про формування уряду на чолі з аль-Малікі. У новому кабінеті прихильники ас-Садра отримали вісім з двадцяти дев'яти місць.
У січні 2011 він повертається в Ірак. У 2011 році ас-Садр закликав не заважати американцям покинути Ірак.
У лютому 2014, незадовго до парламентських виборів 30 квітня 2014 року, Муктада ас-Садр відмовився від подальшої участі в політичному житті Іраку. Він заявив, що його інтереси не представлятиме жоден політичний блок або чиновник в уряді країни. ас-Садр додав, що всі політичні представництва його руху в країні будуть закриті. Збережуться лише установи, які займаються соціальним і медичним забезпеченням населення, а також реалізацією освітніх програм. Один з прихильників ас-Садра заявив, що рішення духовного лідера стало для членів руху сюрпризом. При цьому він зазначив, що шейх ас-Садр навряд чи перегляне свою позицію в майбутньому.

## Виноски
1. ↑  Munzinger Personen
2. 1 2  Pierre Tristam. Profile: Muqtada al-Sadr. — About.com, 03.04.2008
3. ↑  Muqtada al-Sadr. — GlobalSecurity.org
4. ↑  Сергей Строкань, Александр Габуев. Война до последнего имама. — Коммерсант-Власть, 19.04.2004. — № 015
5. ↑  Glen Rangwala. Iraq's Major Political Groupings. — Iraq Watch, 15.11.2006
6. ↑  Profile: Moqtada Sadr. — BBC News, 22.02.2008
7. 1 2  Группировка «Армия Махди». — Agentura.Ru
8. ↑  Iraqi Political Parties: Jamaat al-Sadr al-Thani. — Hobson's Choice, 10.04.2006
9. 1 2  Patrick Cockburn. Warlord: The rise of Muqtada al-Sadr. — The Independent, 11.04.2008
10. ↑  Создатель «Армии Махди» ушел из иракской политики. Архів оригіналу за 16 лютого 2014. Процитовано 16 лютого 2014.